# Doix-lès-Fontaines
Doix-lès-Fontaines è un comune francese del dipartimento della Vandea nella regione dei Paesi della Loira.
È stato creato il 1º gennaio 2016 dalla fusione dei preesistenti comuni di Doix e Fontaines.

Il territorio comunale di Doix-lès-Fontaines, originato dalla fusione dei comuni di Doix e Fontaines

Il capoluogo è la località di Doix.